# Biebersteinia
Biebersteiniaceae, malena biljna porodica iz reda sapindolike kojoj pripada svega četiri vrste trajnica unutar roda biberšteinija (Biebersteinia). Vrste ovih rodova raširenie su od Grčke pčreko Anatolije do središnje Azije.
Cronquist je ove vrste povezivao s porodicom Geraniaceae.

## Vrste
1. Biebersteinia heterostemon Maxim.
2. Biebersteinia multifida DC.
3. Biebersteinia odora Stephan ex Fisch.
4. Biebersteinia orphanidis Boiss.